# Alicja Maria Kuberska
Alicja Maria Kuberska (ur. 1960 w Świebodzinie) — polska poetka, pisarka, dziennikarka, wydawca, tłumaczka literatury. Laureatka wielu konkursów literackich.
Alicja Kuberska jest członkiem Stowarzyszenia Autorów Polskich (II Oddział Warszawa) od 2011 roku, a od 2017 roku IWA Bogdani (Albania). Jest także członkiem rady dyrektorów Soflay Literature Foundation.

## Publikacje
Jej wiersze ukazały się w wielu antologiach i czasopismach w Polsce, Wielkiej Brytanii, Albanii, Belgii, Czechach, Włoszech, Hiszpanii, Kanadzie, USA, Chile, Indiach, Australii, Izraelu, Korei Południowej.  
- Szklana rzeczywistość (2011)
- Analiza uczuć (2012)
- Moments (2014) - wydany w Polsce i USA
- Na granicy snu (2014)
- Wirtualne róże (2014) - powieść
- Kolej rzeczy: wiersze wybrane (2015)
- (Not) my poem (2015) - wydany w USA
- Love me (2015) - wydany w USA
- Girl in the mirror (2015) - wydany w Wielkiej Brytanii
- The other side of screen (2015) - międzynarodowa antologia wydana w USA
- Złodziejka snów (2016)
- Taste of love (2016) - wydany w USA
- Love is like Air (2016) - antologia wydana w USA
- Widok z okna (2017)
- After the frost (2021)
- Ponad chmurami (2021)

## Nagrody

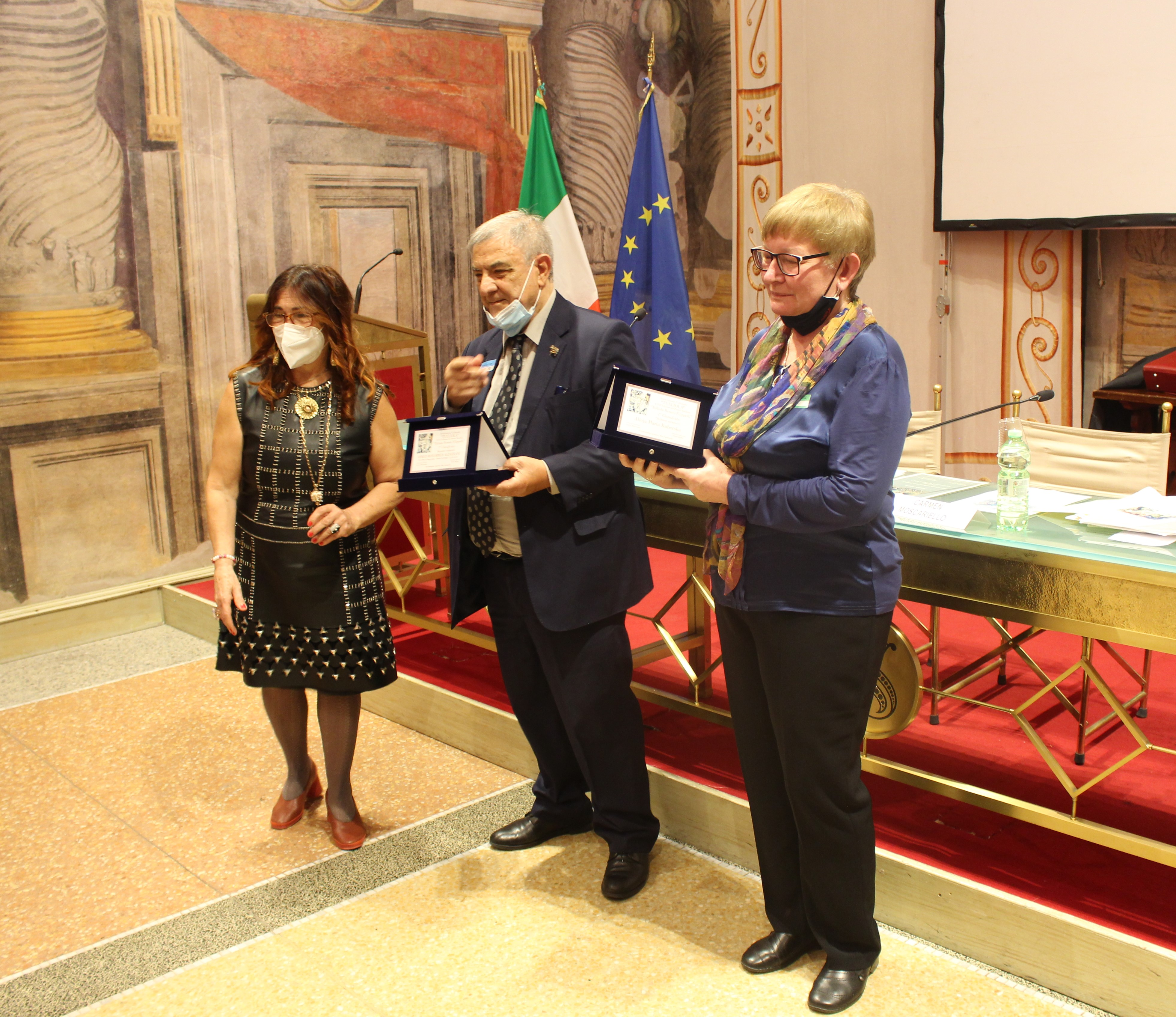
Tulliola Renato Filippelli nagradza Alicję Marię Kuberską z Carmen Moscariello i Dante Maffią

Wielokrotnie nagradzana w polskich i zagranicznych konkursach literackich. 
Między innymi była:
- trzykrotna laureatką Manewrów Artystycznych Wojska Polskiego (2016, 2019, 2020)
- międzynarodowego konkursu poetyckiego Nosside UNESCO we Włoszech (2014, 2015, 2020).

Ponadto otrzymała medal European Academy of Science Arts and Letters we Francji (2018).
Była także laureatką międzynarodowego konkursu literackiego we Włoszech Tra le parole e l'infinito (2018).
W 2019 roku dostała pierwszą nagrodę w międzynarodowym konkursie we Włoszech Premio Internazionale di Poesia Poseidonia Paestrum. 
Dwukrotnie nominowana do nagrody Pushcart Prize w USA (w 2011 oraz 2015 roku).
Poetka wydania The year of the poet marzec 2015 oraz maj 2017 (USA).